# AirClass Airways
AirClass Airways fue una aerolínea chárter española fundada en 2003 cuya base de operaciones se encontraba en el Aeropuerto de Gran Canaria, en Las Palmas, España.

## Historia
La aerolínea comenzó sus operaciones en febrero de 2003. Fue fundada en Canarias por Viajes Canarias como aerolínea de soporte de Travel Service Airlines bajo el nombre Visig Operaciones Aéreas. Estas operaciones comenzaron con un Boeing 737-800 transferido de Travel Service Airlines. Visig cerró en el año 2005 y en noviembre de ese mismo año, fue adquirida por un grupo de inversiones español reorganizandola como Futura International Airways. En mayo de 2006 la compañía fue renombrada a AirClass Airways, que llegó a tener 48 empleados
AirClass Airways cesó sus operaciones en el año 2008 debido a dificultades económicas y falta de inversión.

## Flota
En el año 2006 la flota de esta compañía estaba formada por:
- 2 Boeing 737-300